# Lars-Magnus Engström
Lars Magnus Teodor Engström, född 6 december 1938, död 2014, var en svensk idrottsforskare. Han var professor i beteendevetenskaplig idrottsforskning med särskild inriktning mot idrottspedagogik vid Lärarhögskolan i Stockholm och hade varit knuten till Gymnastik- och idrottshögskolan i Stockholm samt Malmö högskola. Engström undersökte ungdomars fritidskulturer, barns och ungdomars idrottsvanor samt vuxnas motionsvanor och gjorde omfattande långtidsstudier av motionsvanor i Sverige.
Engström var ledamot i CIF:s vetenskapliga råd och Nationellt Centrum för Fysiskt Främjandes vetenskapliga råd.